# Ricardo Greenhalgh Barreto Filho
Ricardo Greenhalgh Barreto Filho foi um político, engenheiro e professor brasileiro. Foi injustamente expulso da Marinha do Brasil por acusação de envolvimento com o comunismo enquanto responsável pela biblioteca da Escola Naval. No caso, recusou-se a dar fim a livros sobre o assunto, como responsável pela biblioteca, por obrigação do ofício e convicções pessoais. Acabou sendo expulso da armada. A acusação foi desmentida e Greenhalgh reintegrado à marinha assumindo a patente devida. Ao sair da Escola Naval, se graduou em engenharia civil, lecionando tempos depois matemática na FGV.
A família Greenhalgh tinha tradição na marinha, sendo João Guilherme Greenhalgh notável dentre os que esse caminho seguiram.
Foi ministro da Agricultura no governo interino de Ranieri Mazzilli, de 29 de agosto a 8 de setembro de 1961.